# کیتارو نیشیدا
کیتارو نیشیدا (انگلیسی: Kitaro Nishida؛ ۱۹ مهٔ ۱۸۷۰ – ۷ ژوئن ۱۹۴۵) فیلسوف اخلاق و عالم دینی اهل ژاپن بود. او بنیان‌گذار آنچه مکتب فلسفی کیوتو نامیده می‌شود، بود. وی از دانشگاه توکیو در دوره میجی در سال ۱۸۹۴ با گرفتن مدرک در فلسفه فارغ‌التحصیل شد. نیشیدا خدا را «لازم و قطعی» می‌دانست.